# Guillaume Monmasson
Guillaume Monmasson, né le 24 juin 2000 à Châteauroux, est un coureur cycliste français. Il participe à des compétitions sur route et sur piste.

## Biographie
Originaire de Châteauroux, Guillaume Monmasson grandit à Sainte-Lizaigne. Il s'initie au vélo dès son plus jeune âge en compagnie de son père, lui-même pratiquant de ce sport en UFOLEP. Dans les jeunes catégories, il est formé à l'AC Bas-Berry Issoudun,, où il prend sa première licence à sept ans. En plus du cyclisme, il suit des études en école d'ingénieur à l'INSA Centre-Val-de-Loire, avec des horaires aménagées. 
En 2018, il se classe deuxième de la course aux points et troisième de la poursuite par équipes aux championnats de France sur piste juniors (moins de 19 ans). Il intègre ensuite le CG Orléans-Loiret, club évoluant en division nationale 2. Décrit comme un cycliste polyvalent, il se classe quatrième de son championnat régional sur route en 2019. Il remporte à cette occasion les titres chez les espoirs et en deuxième catégorie.
Lors de l'année 2021, il se distingue en obtenant ses premières victoires en première catégorie. Il termine par ailleurs troisième du championnat du Centre-Val de Loire du contre-la-montre et septième des Boucles Nationales du Printemps, manche de la Coupe de France DN2. Sur piste, il devient champion de France de poursuite par équipes, sous les couleurs de son comité régional. 
En 2022, il change d’équipe et signe une licence avec le club Laval Cyclisme 53. Sa saison est cependant perturbée par une mononucléose.

## Palmarès sur route
- 2019
  - Champion du Centre-Val de Loire espoirs
  - Champion du Centre-Val de Loire 2e catégorie
- 2021
  - Prix de Torchay
  - Chrono Creusois - Bussière-Saint-Georges
  - 3e du championnat du Centre-Val de Loire du contre-la-montre
- 2022
  - 2e du Trio normand
- 2023
  - 2e étape du Tour du Pays de Lesneven (contre-la-montre par équipes)

## Palmarès sur piste

### Championnats de France
- Hyères 2018
  - 2e de la course aux points juniors
  - 3e de la poursuite par équipes juniors
- Bourges 2021
  -  Champion de France de poursuite par équipes (avec Marc Sarreau, Valentin Tabellion et Colin Jacquemin)
- Roubaix 2023
  - 2e de la poursuite par équipes
- Loudéac 2025
  - 2e de la poursuite par équipes